# Hadley Rille
Hadley Rille – meteoryt odkryty na Księżycu, w pobliżu Rima Hadley, podczas misji Apollo 15 w 1971. Był to drugi meteoryt znaleziony  poza Ziemią. Pierwszym był Bench Crater, odkryty przez astronautów załogi Apollo 12 w 1969. Masa meteorytu Hadley Rille wynosi około 3 mg, składa się z enstatytu, kamacytu, niningeritu, kwarcu, schreibersytu, pirotynu, albitu i daubreelitu. Jest klasyfikowany przez Towarzystwo Meteorytowe (Meteoritical Society), jako chondryt enstatytowy.